# O specie fericită
„O specie fericită” (în engleză „The Happy Breed”) este o povestire științifico-fantastică din 1967 scrisă de John T. Sladek. A apărut prima dată în 1967 în volumul Viziuni periculoase (în engleză Dangerous Visions) editat de Harlan Ellison. Este prima povestire publicată de Sladek. În limba română volumul și povestirea au apărut la Editura Trei, în anul 2013.

## Prezentare
Ultimii cinci adulți discută despre modul în care viața lor s-a îmbunătățit de când computerul a preluat lumea și a făcut totul mai bun pentru toți.

## Primire
Graham Sleight a numit-o „fină și tăietoare”, iar Keith Brooke a descris-o drept o „distopie sumbră” care dovedește că Sladek este „un adevărat satirist”. Algis Budrys a spus că „povestirea nu este o idee chiar nouă și nici nu este propusă ca fiind nouă, nici nu ajunge în vreun loc nou” și că a fost publicată în Viziuni periculoase deoarece Harlan a avut o nevoie disperată de materiale”.

## Legături externe
- en  Istoria publicării lucrării O specie fericită la Internet Speculative Fiction Database

## Vezi și
- 1967 în științifico-fantastic